# Манастир Топхана
Манастир Топхана је манастир Српске православне цркве Манастир посвећен Светом Великомученику Димитрију чија је обнова и току, налази се на острву Топхана на југозападној обали Скадарског језера, на самој граници према Албанији. У разним званичним документима острво се различито назива: Топхала – од стране Управе за заштиту културних добара, Топхана – од стране Завод за заштиту споменика културе, Топхалма – у катастру и Планику – на географској карти (мапи). У народу се најчешће користе називи: Топхана, Топхала, Топаона и Васова главица.

## Историја
Поред тролисне цркве Св. Великомученика Димитрија, налази се моћни манастирски пирг-кула, која је осим духовног имала и одбрамбени значај – на њему се налазила топовска постаја која је штитила улаз у Скадарско језеро и друге манастире од напада пљачкаша. Могуће је да је један од првобитних задатака пирга на Топхани био усмјерен и на заштиту омање тролисне цркве, подигнуте на истом острву, која се обликом основе везује за сличне цркве настале у периоду између IX и XII вијека и која је, могуће, послужила као извориште основног облика свих каснијих триконхоса који су се изградили на горицама (острвима) Скадарског језера. Куле на Топхани, Пречистој Крајинској и Морачнику представљале су у своје вријеме окосницу одбране Зете од све чешћих напада Млечана.
Манастир је највјероватније разорен у вријеме велике сеобе Срба под патријархом Арсенијем Чарнојевићем, када су страдали и остали манастири на језеру.

## Садашњост
Благословом митрополита Амфилохија овај последњи необновљени језерски манастир је поново пропојао на Благовијести 7. априла 2014. године, када је у ову запустјелу обитељ стигао монах Јован из Цетињског манастира, који је кренуо у обнову ове древне светиње.